# Provincia di New York
La provincia di New York fu una colonia inglese e poi britannica istituita nel 1664. Il suo territorio occupava in origine parte dei territori degli attuali stati di New York, New Jersey, Pennsylvania, Delaware, Connecticut, Massachusetts e Maine. La maggior parte di questo territorio venne in seguito riassegnato agli stati vicini, ciò che rimase formerà poi l'odierno Stato di New York.
La provincia venne creata dagli inglesi nel 1664, anno in cui gli olandesi vennero scacciati dal territorio da loro colonizzato e ribattezzato Nuovi Paesi Bassi. In seguito la nuova provincia venne così intitolata in onore di Giacomo, duca di York.
Il congresso provinciale di New York si autoproclamò indipendente il 22 maggio 1775. Durante la rivoluzione americana New York rimase saldamente nelle mani degli inglesi che ne fecero una delle principali basi logistiche, tuttavia gran parte del territorio della provincia cadde sotto il controllo dei ribelli.
Fu una delle tredici colonie a fondare gli Stati Uniti d'America.
| Controllo di autorità | VIAF (EN) 134332848 · LCCN (EN) n00145302 · GND (DE) 1213008-4 · BNF (FR) cb122640318 (data) · J9U (EN, HE) 987013002938505171 |